# Santa Isabel (kanton)
Santa Isabel – kanton w Ekwadorze, w prowincji Azuay. Stolicą kantonu jest Santa Isabel.